# Chayito Valdez
Chayito Valdez, all'anagrafe María del Rosario Valdez Campos (Guasave, 28 maggio 1945 – San Diego, 19 giugno 2016), è stata una cantante messicana con cittadinanza statunitense, che fu interprete di canzoni popolari. Soprannominata la "La Alondra de Sinaloa" ("L'allodola di Sinaloa"), era considerata un pilastro della musicale regionale messicana. Era annoverata tra i massimi interpreti di musica regionale messicana e fu tra i cantanti messicani più prolifici in termini di vendite di dischi tra gli anni settanta e gli anni ottanta.

## Biografia
María del Rosario Valdez Campos nasce a Guasave, nello Stato messicano di Sinaloa, il 28 maggio 1945: è la quinta dei dodici figli di María Zacarías Campos.
Agli inizi degli anni settanta incide i suoi primi dischi, tra cui Besos y copas, Una sombra, Amor que muere, e Una noche me embriagué.
La mattina del 17 settembre 1985, mentre stava tornando da Zacatecas, l'autobus che la stava trasportando si ribalta e la cantante subisce la frattura della colonna vertebrale, rimanendo paralizzata dalla vita in giù.
Nel 1997, dopo aver subito un tentativo di rapina nella sua casa di Guadalajara, decide di trasferirsi a San Diego, in California.,
Riprende l'attività discografica nel 2000, anno in cui inizia a comparire nuovamente in programmi televisivi.
Compare per l'ultima volta in pubblico nel 2003 a Nogales (Sonora).
Nel giugno di quell'anno si sente male nella sua casa di San Diego e, dopo un probabile trattamento errato, il suo cervello non riceve ossigeno per circa 4 minuti.
Muore dopo 13 anni di degenza (di cui almeno 2 di coma) presso l'Ospedale Sharp di San Diego intorno alle ore 23 del 19 giugno 2016, all'età di 71 anni,.

## Discografia parziale

### Album
- Vol. 3 (1974)
- Polvo maldito - Nada gano con quererte (1977)
- Tres veces te engañé (1979)
- La Triunfadora Del Primer Festival de la Canción  (1979)
- 20 éxitos (1992)
- Estamos mejor sin ti

### Singoli
- Besos y copas/Una noche me embriagué (1972)
- Tres veces te engañé (1973)
- Ambición/Celosa (1973)
- Pedro el de Guadaljara (1974)

## Filmografia

### Attrice
- Caballo prieto afamado, regia di Gilberto Martínez Solares (1977)
- La hija del contrabando, regia di Fernando Osés (1979)
- Pasión por el peligro (1979)
- El charro del misterio (1980)
- Hijos de tigre (1980)
- El ratero de la vecindad (1982)
- En el camino andamos, regia di Julio Almada (1983)